# Wydmoskocz Przewalskiego
Wydmoskocz Przewalskiego (Brachiones przewalskii) – gatunek ssaka z podrodziny myszoskoczków (Gerbillinae) w obrębie rodziny myszowatych (Muridae).

## Zasięg występowania
Wydmoskocz Przewalskiego występuje w północno-zachodniej Chińskiej Republice Ludowej (Sinciang, Gansu i zachodnia Mongolia Wewnętrzna).

## Taksonomia
Gatunek po raz pierwszy zgodnie z zasadami nazewnictwa binominalnego opisał w 1889 roku rosyjski zoolog Eugen Büchner nadając mu nazwę Gerbillus przewalskii. Holotyp pochodził z Lob-nor, w Sinciang, w Chińskiej Republice Ludowej. Jedyny przedstawiciel rodzaju wydmoskocz (Brachiones) który opisał w 1925 roku brytyjski zoolog Oldfield Thomas.
B. przewalskii pierwotnie został opisany w rodzaju Gerbillus, ale na podstawie danych morfologicznych wyodrębniono go do monotypowego rodzaju. Badania molekularne potwierdziły ważność Brachiones i jego pokrewieństwo z niektórymi taksonami z rodzaju Meriones – taka analiza taksonomiczna została przedstawiona wcześniej w badaniach morfologicznych. Autorzy Illustrated Checklist of the Mammals of the World uznają ten takson za gatunek monotypowy.

### Etymologia
- Brachiones: gr. βραχιων brakhiōn, βραχιονος brakhionos „ramię”[12][13].
- przewalskii: Nikołaj Michajłowicz Przewalski (1839–1888), generał Armii Imperium Rosyjskiego, podróżnik, przyrodnik działający w Azji Środkowej[14].

## Morfologia
Długość ciała (bez ogona) 67–103 mm, długość ogona 56–78 mm, długość ucha 6–9 mm, długość tylnej stopy 22–24 mm; masa ciała 12–42 g. 